# Asociación Argentina de Matemática Aplicada Computacional e Industrial
La Asociación Argentina de Matemática Aplicada Computacional e Industrial (por sus siglas, ASAMACI), es una organización sin ánimo de lucro de Argentina creada en 1988 que reúne a profesionales y estudiantes interesados en la educación, investigación y utilización de la matemática aplicada y computacional para la industria y la sociedad.

## Historia
Nació a instancias de AR-SIAM que es la rama argentina de SIAM. ASAMACI es miembro de ICIAM que es el International Council for Industrial and Applied Mathematics.